# Quinto Servilio Fidenate (tribuno consolare 382 a.C.)
Quinto Servilio Fidenate (fl. IV secolo a.C.) è stato un politico romano.

## Primo tribunato consolare
Nel 382 a.C. fu eletto tribuno consolare con Spurio Papirio Crasso, Lucio Papirio Crasso, Servio Cornelio Maluginense, Gaio Sulpicio Camerino e Lucio Emilio Mamercino.
Lucio e Spurio comandarono le legioni romane che sconfissero gli abitanti di Velletri, e i contingenti di Prenestini, giunti per aiutarli, mentre a Quinto, con gli altri tribuni, fu dato il comando delle forze lasciate a Roma, a difesa della città.

## Secondo tribunato consolare
Nel 378 a.C. fu eletto tribuno consolare con Spurio Furio Medullino, Licinio Menenio Lanato, Marco Orazio Pulvillo, Publio Clelio Sículo e Lucio Geganio Macerino.
Mentre a Roma Patrizi e Plebei dibattevano sulla questione dei cittadini romani condotti in schiavitù, a causa dei debiti non onorati, i Volsci iniziarono a razziare la campagna romana.
Subito fu organizzata una campagna militare, e l'esercito fu diviso in due; Spurio e Marco Orazio entrarono nel territorio dei Volsci lungo la fascia costiera, mentre Quinto Servilio e Lucio Geganio guidavano l'esercito, seguendo una direttrice più interna.
Poiché i Volsci rifiutarono il combattimento in campo aperto, i romani si limitarono a saccheggiarne le campagne.

## Terzo tribunato consolare
Nel 369 a.C. fu eletto tribuno consolare con Aulo Cornelio Cosso, Quinto Quinzio Cincinnato, Marco Cornelio Maluginense, Marco Fabio Ambusto, Gaio Veturio Crasso Cicurino.
Anche quest'anno i romani cercarono di portare l'assedio a Velletri, ma come nell'anno precedente, i nemici di Roma riuscirono a resistere.
Intanto in città i tribuni della plebe, Gaio Licinio Calvo Stolone e Lucio Sestio Laterano, continuavano nel portare avanti le loro proposte a favore della plebe, ed i patrizi iniziavano a perdere il controllo degli altri tribuni, tramite il quale erano riusciti a bloccare le iniziative di Licinio e Sestio.
(Tito Livio, Ab Urbe condita, VI, 4, 37)